# 대한민국 병무청
병무청(兵務廳)은 징집·소집 그 밖에 병무행정에 관한 사무를 관장하는 대한민국의 중앙행정기관이다. 청장은 차관급 정무직공무원으로, 차장은 고위공무원단 가등급에 속하는 일반직공무원으로 보한다.

## 소관 사무
- 징집 및 소집에 관한 사무
- 그 밖의 병무행정에 관한 사무

## 역사
정부 수립 이후 병무행정을 처음으로 담당한 곳은 국방부 제1국이었다. 1949년 「병역법」이 제정된 뒤에는 육군본부 소속으로 서울·대전·청주·전주·광주·대구·부산·추천에 병사구사령부를 설치해 징집 업무를 담당하도록 했다. 1953년 국방부 제1·2·3국이 각각 육·해·공군의 군정을 담당하는 부서로 개편되면서 징집과 소집 및 기타 병역 동원에 관한 사무는 국방부 제4국으로 이관되었다. 병사구사령부를 지휘·감독하는 업무도 제4국이 이어받았다. 이후 병사 사무는 내무부에 이관되었다. 하지만 징·소집 등 이관 사무에 대한 경계가 불확실해 혼란을 빚자 1953년 11월 징·소집을 포함한 모든 병사 사무를 내무부가 집행하기로 합의가 이루어졌다.
1955년 2월에는 국방부에 병무국을 설치해 인적 자원 관리 업무·징소집·기타 병무에 관한 사항을 분장하도록 했다. 하지만 이후에도 병사 사무가 일원화되지 않아 국방부와 내무부 사이에 갈등이 있었고 그해 6월 다시 두 부처 사이에서 합의가 이루어져 8월까지 병사구사령부를 폐지하고 병사 사무는 내무부에서 관장하기로 했다. 1956년 9월 육본 소속이던 병사구사령부를 국방부 직속으로 편입했다. 하지만 병사구사령부 폐지는 순조롭게 이행되지 못했다. 1958년에도 병사구사령부를 폐지하여 병사 행정을 일체 내무부에 이관하고 중앙과 각 도·시·군에 병사위원회를 설치하기로 했다. 국방부는 전시도 아닌 평시에까지 국방부가 병사 업무를 담당할 필요가 없다고 주장했지만 내무부는 병사 업무 일체를 담당할 수는 없다며 국방부의 주장을 받아들이지 않았기 때문이다. 4·19 혁명으로 이승만 정권이 붕괴하고 장면 내각이 들어선 뒤인 1960년 12월 결국 병사구사령부를 국방부 관할로 유지하기로 결론이 났다.
이후 5·16 군사 정변으로 장면 내각이 붕괴하고 군사 정권이 들어서면서 다시 상황이 반전됐다. 1962년 10월 「병역법」을 개정하여 징·소집을 포함한 병무 행정을 국방부가 담당하도록 하며 병사구사령부를 폐지한 뒤 각 시·도에 국방부 직할 병무청을 두어 병무행정을 분장하도록 한 것이다. 하지만 병무 행정이 각 지방에 산재해 있어 정책을 통일적으로 수립·집행하는 데 어려움이 있었고 각종 부정부패도 잇따르는 등 문제점이 많았다. 이에 1970년 각 시·도 소속 병무청을 폐지하여 중앙에 국방부 소속 외청으로 병무청을 두고 산하에 6개 지방병무청·37개 징병서를 두는 것으로 조직 변혁을 꾀했다. 중앙 병무청은 국방부에 있던 병무국·예비군국·인사국 총무과 등에서 관장하던 모든 병무 행정도 이관받아 병무 행정의 일원화를 기하도록 했다.
1998년 청사를 기존 서울 용산구 후암동에서 정부대전청사로 이전했다. 1998년에는 대한민국의 IMF 구제금융 요청으로 공직 사회의 군살 빼기가 시작됐다. 병무청도 예외가 될 수 없어 1999년 7월 읍·면·동의 병역관리 업무를 지방병무청으로 이관했고 2002년 7월에는 시·군·구의 병역 업무를 지방병무청에 이관했다.

### 연혁
- 1948년 7월 17일: 국방부 제1국에서 병무에 관한 사항을 분장.[14]
- 1949년 9월 1일: 육군본부 예하 병사구사령부로 이관.
- 1951년 9월 5일: 국방부 병무국 설치[15]
- 1953년 9월 1일: 국방부(징집), 내무부(소집)로 징·소집 양원화.
- 1954년 9월 1일: 국방부 예하 병사구사령부(징·소집)로 환원.
- 1955년 2월 17일: 국방부에 병무국을 설치.[16]
- 1962년 10월 1일: 국방부 소속으로 각 시·도에 병무청 설치.[17]
- 1970년 8월 3일: 병무청으로 승격.[18]
- 1998년 9월 1일: 정부대전청사로 이전.
- 1999년 7월 1일: 읍·면·동 병무조직 폐지하고 소관 업무를 시·군·구에 이관.
- 2002년 7월 1일: 시·군·구 병무조직 폐지하고 소관 업무를 병무청에 이관.

## 조직
| 국                 | 담당관실·과                                                      |
| 청장 산하 하부조직 | 청장 산하 하부조직                                               |
| ------------------ | ---------------------------------------------------------------- |
|                    | 대변인실                                                         |
| 차장 산하 하부조직 |                                                                  |
| 기획조정관실       | 기획재정담당관실ㆍ혁신행정담당관실ㆍ규제개혁법무담당관실         |
|                    | 감사담당관실ㆍ운영지원과                                         |
| 병역자원국         | 병역판정검사과ㆍ병역조사과ㆍ정보기획과ㆍ데이터관리과ㆍ정보보호팀 |
| 입영동원국         | 현역입영과ㆍ현역모집과ㆍ동원관리과ㆍ자원관리과                   |
| 사회복무국         | 사회복무정책과ㆍ사회복무관리과ㆍ산업지원과ㆍ병역공개과           |

### 소속기관
- 청장의 관장 사무를 지원하는 기관
  - 사회복무연수센터, 중앙병역판정검사소, 병무민원상담소
- 청장의 소관 사무를 분장하는 기관
  - 지방병무청
    - 병무지청
- 대체역 심사위원회

## 정원
병무청에 두는 공무원의 정원은 다음과 같다.
| 총계      | 총계              | 285명 |
| --------- | ----------------- | ----- |
| 정무직 계 | 정무직 계         | 1명   |
|           | 청장              | 1명   |
|           |                   |       |
| 별정직 계 | 별정직 계         | 3명   |
|           | 6급 상당 이하     | 3명   |
|           |                   |       |
| 일반직 계 | 일반직 계         | 281명 |
|           | 고위공무원단      | 5명   |
|           | 3급 이하 5급 이상 | 81명  |
|           | 6급 이하          | 193명 |
|           | 전문경력관        | 2명   |

## 재정
총수입·총지출 기준 2023년 재정 규모는 다음과 같다.
| 구분     | 세입예산 | 작년 대비 증감 |
| -------- | -------- | -------------- |
| 일반회계 | 3억 원   | -0.66%         |
|          |          |                |
| 합계     | 3억 원   | -0.66%         |

| 구분     | 구분     | 세출예산         | 작년 대비 증감 |
| -------- | -------- | ---------------- | -------------- |
| 일반회계 | 병무행정 | 3,331억 900만 원 | +22.04%        |
|          |          |                  |                |
| 합계     | 합계     | 3,331억 900만 원 | +22.04%        |

## 논란
운동선수들과 연예인 등을 중심으로 지속적으로 병역비리 사건이 일어난 적이 있다. 병역비리의 주요한 형태는 현역 판정을 받아야 할 사람들에게 신체검사 등급을 낮춰 면제시키거나, 현역보다 편한 사회복무요원으로 근무하게 해주는 것이다. 개인이 자해를 하거나 편법을 사용하여 신체검사 등급을 낮추려는 행위도 있지만, 병무청 관계자들이 직접적으로 연루되었다는 의혹과 혐의들이 제기되기도 한다. 병역비리 문제를 근절하기 위한 노력이 지속되어 오면서 2000년대 이후에는 연예인들도 상당수 자진 입대 하는 등 자발적, 제도적 해결책이 제시되기도 하지만, 아직도 정치인과 가족, 연예인, 운동 선수 등을 중심으로 병역 비리 의혹은 끊이지 않고 있다. 일반인들의 병역 면제율은 2%에 불과하지만, 4급 이상 중앙 및 지방 고위공직자 자녀의 병역 면제율은 5.3%인 것으로 나타났으며, 이명박 정부의 고위 공직자들의 면제율은 10.9%, 18대 국회의원들의 자녀들의 병역면제율은 무려 20%에 달하는 것으로 드러나 병역비리가 여전하다는 인식이 많다.
2010년 9월에 병무청 홈페이지를 일부 개정하였다. 그중에는 정치인 등 유명인들의 병역조회란에서 '면제자' 명칭을 삭제하고, 면제 사유만 명시하도록 변경한 것도 있었다. 이에 대해 이명박을 비롯하여 청와대 핵심 인사들과 장관 등 고위직 관계자들 중 병역기피자가 대다수이기 때문에 정권의 눈치를 보는것 아니냐는 조롱을 받았다.

## 마스코트
병무청의 마스코트는 2009~2010년경부터 제정되었고 2012년부터 '굳건이'라는 이름으로 사용되었다. 그러다 2020년 병무청에서 곰·호랑이 등을 토대로 만들어진 마스코트 캐릭터의 시안을 만들었으며 이들 캐릭터 가운데 호랑이를 토대로 만들어진 마스코트 캐릭터가 결정되었다. 결정된 마스코트 캐릭터의 이름은 '힘찬이'로, 이 마스코트는 2021년부터 사용되고 있다.
병무청의 마스코트는 대한민국의 병역 제도에 대한 비판, 징병제에 대한 반대와 관련하여 풍자의 대상이 되고 있다. 특히 2020년까지 사용된 마스코트인 굳건이는 군인 정신과 거리가 있으며 군입대를 앞두고 예민한 상태에서 지나치게 해맑은 미소 등에서 위화감을 받게 되는 반응으로 호응을 얻지 못한 것으로 알려졌다.

## 사진

2016년까지 사용된 병무청 로고
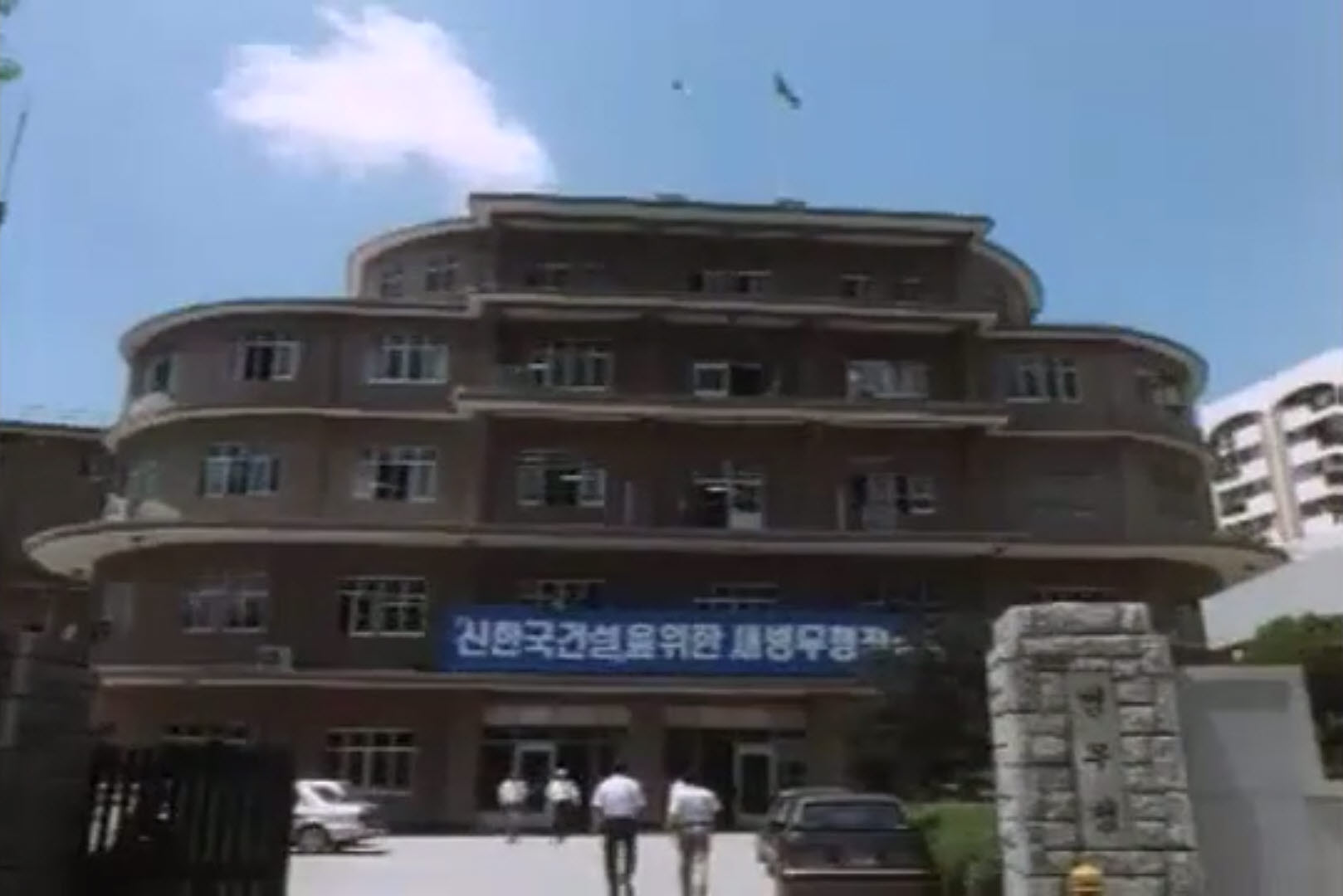
정부대전청사로 이전하기 전의 병무청
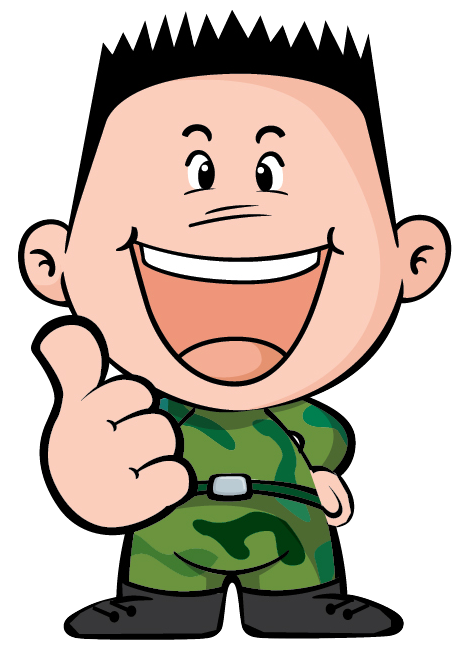
굳건이(2012~2020년. 우드랜드 혹은 얼룩무늬 전투복)
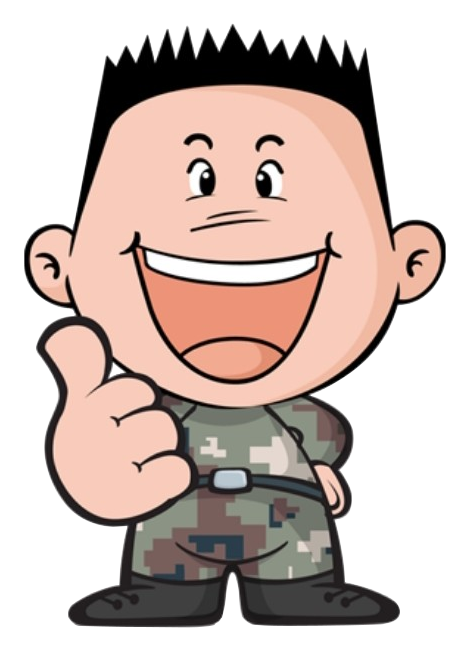
굳건이(2012~2020년. 디지털 무늬 전투복)
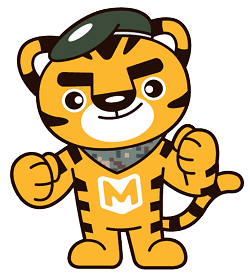
힘찬이

## 같이 보기
- 병무청장, 병무청 차장
- 대한민국의 병역 제도, 병역판정검사, 대체복무제, 양심적 병역 거부
- 현역, 상근예비역, 대한민국 예비군, 대한민국 민방위대, 병역면제
- 국방개혁 2020, 사회복무제도
- 대한민국 국방부, 대한민국 국군,  대한민국 육군,  대한민국 해군,  대한민국 공군,  대한민국 해병대
- 병력에 따른 나라 목록, 군대가 없는 나라 목록
- 병역판정검사
- 대한민국 병역명문가
- 굳건이
- 힘찬이

### 내용주
1. ↑  개방형 직위.
2. ↑  2024년 6월 30일까지 존속하는 한시조직.

### 참조주
1. 1 2  「병무청과 그 소속기관 직제」 별표 3
2. 1 2  기획재정부. “열린재정 > 재정연구분석 > 재정분석통계 > 예산편성현황(총수입)”. 《열린재정》. 2022년 12월 31일에 확인함.
3. 1 2  기획재정부. “열린재정 > 재정연구분석 > 재정분석통계 > 세목 예산편성현황(총지출)”. 《열린재정》. 2022년 12월 31일에 확인함.
4. ↑  “完全히移讓 兵事々務內務部에”. 《동아일보》. 1953년 11월 6일. 2022년 8월 6일에 확인함.
5. ↑  “兵事行政은內務部로”. 《조선일보》. 1955년 6월 10일. 2022년 8월 6일에 확인함.
6. ↑  “兵務事務의圓滑化 各地兵事 區司 國防部에 隷屬”. 《경향신문》. 1956년 9월 4일. 2022년 8월 6일에 확인함.
7. ↑  “地區 兵事區司令部 全廢 市道에委員會設置”. 《조선일보》. 1958년 5월 10일. 2022년 8월 6일에 확인함.
8. ↑  “國防內務 深刻한對立뿐”. 《경향신문》. 1958년 11월 12일. 2022년 8월 6일에 확인함.
9. ↑  “國防部서 다시管掌”. 《조선일보》. 1960년 12월 16일. 2022년 8월 6일에 확인함.
10. ↑  “새兵役法 解說(下)”. 《경향신문》. 1962년 10월 2일. 2022년 8월 6일에 확인함.
11. ↑  “中央 兵務庁 신설”. 《조선일보》. 1970년 5월 12일. 2022년 8월 6일에 확인함.
12. ↑  김영철 (1998년 8월 4일). “병무청'후암동 시대'마감”. 《한겨레》. 2022년 8월 6일에 확인함.
13. ↑  장종회 (1998년 6월 18일). “邑·面·洞 병역업무 병무청으로 이관”. 《매일경제》. 2022년 8월 6일에 확인함.
14. ↑  대통령령 제37호
15. ↑  대통령령 제999호
16. ↑  각령 제1027호
17. ↑  법률 제2210호
18. ↑  박정훈 (2009년 9월 14일). “신의 아들 중에 '4급이상' 軍면제율 일반의 2배”. 《동아일보》. 2010년 5월 4일에 확인함.
19. ↑  김대우 (2011년 2월 28일). “[단독]고위공직자 軍면제율 일반인 4~5배, '면제대물림'도 심각”. 《헤럴드경제》. 2011년 3월 24일에 확인함.
20. ↑  이성철 (2008년 6월 9일). “병무청, 18대 국회의원 병역 공개…'47명 면제'”. 《SBS》. 2010년 5월 4일에 확인함.
21. ↑  조현호 (2010년 9월 20일). “MB 병역조회란 '면제자' 항목 빠져”. 《미디어오늘》. 2010년 9월 27일에 확인함.
22. ↑  이창규 (2020년 9월 25일). ““외형이 변하니 낫네”…병무청, 굳건이 퇴출 후 새 마스코트 지정 예고”. 《톱스타뉴스》. 2022년 3월 24일에 확인함.
23. ↑  문형철 (2020년 12월 3일). “병무청, 호응도 낮던 마스코트 굳건이 대신 힘찬이로 교체”. 《메트로신문》. 2022년 3월 24일에 확인함.